# オオミズネズミ
オオミズネズミ（大水鼠、学名: Hydromys chrysogaster）は、 ネズミ目（齧歯目） ネズミ科に属する、水棲生活に適応した大型のネズミ類の1種である。

## 生息地
ニューギニアからオーストラリア東部、タスマニアに棲息。オーストラリアでは保護の対象である。

## 形態
頭胴長29～39cm、尾長23～35cm、体重0.65～1.25kg に達する。幅が広く水かきの発達した後脚、灰色がかった褐色の毛皮、豊かな頬ヒゲ、先端が白い太く黒味がかった尾を持つ。 耳は普通のネズミに比べ、体の割に小さめ。

## 生態
住環境として常に水が豊富にある地域を必要とし、 それも完全に手付かずの環境より、ある程度人間の手が入った環境を特に好む。
巧みに泳ぐ事が出来、その様子から時折カモノハシと誤認される事がある。
食性は肉食。主に淡水性の巻貝や小魚、時にカエル、カメ、水鳥やハツカネズミ、コウモリを捕食する。 カラスガイなどは捕まえた後、陽だまりの岩の上に置いて、太陽光による熱射で殻が開き、中身が取り出しやすくなるのを待つ習性がある。